# Erik Rhodes (attore)
Erik Rhodes, pseudonimo di Ernest Sharpe (El Reno, 10 febbraio 1906 – Oklahoma City, 17 febbraio 1990), è stato un attore, cantante e ballerino statunitense.

## Biografia
Nato nel territorio indiano in Oklahoma, iniziò la sua carriera lavorando per il teatro in svariati musical di Broadway. Per la prima volta usò il nome Erik Rhodes nel musical Gay Divorce (1932), mentre nel 1934 partecipò alla versione cinematografica del musical, intitolata Cerco il mio amore, film che segnò il suo debutto a Hollywood.
Successivamente prese parte ai film L'uomo dai due volti (1935) e Cappello a cilindro (1935), quest'ultimo con Fred Astaire e Ginger Rogers. Tra le altre pellicole a cui prese parte, vanno ricordate Quartieri di lusso (1936), Un bacio al buio (1936) e Musica per signora (1937).
Dopo la fine degli anni trenta, lavorò in modo più saltuario, prevalentemente per Broadway. Visse per molti anni a New York assieme alla moglie Emala. Morì all'età di 84 anni per le complicanze di una polmonite, e venne sepolto al El Reno Cemetery in Oklahoma.

## Filmografia parziale
- Cerco il mio amore (The Gay Divorcee), regia di Mark Sandrich (1934)
- L'uomo dai due volti (Charlie Chan in Paris), regia di Lewis Seiler (1935)
- Cappello a cilindro (Top Hat), regia di Mark Sandrich (1935)
- Una bacio al buio (One Rainy Afternoon), regia di Rowland V. Lee (1936)
- Quartieri di lusso (Smartest Girl in Town), regia di Joseph Santley (1936)
- Tiranna deliziosa (Woman Chases Man), regia di John G. Blystone (1937)
- Musica per signora (Music for Madame), regia di John G. Blystone (1937)
- La via del possesso (Beg, Borrow or Steal), regia di Wilhelm Thiele (1937)
- Passione ardente (Dramatic School), regia di Robert B. Sinclair (1938)